# Fitchburg (Massachusetts)
Fitchburg és una ciutat del Comtat de Worcester (Massachusetts) dels Estats Units d'Amèrica. Segons el cens del 2000 tenia 39.102 habitants.

## Demografia
Segons el cens del 2000 Fitchburg tenia 39.102 habitants, 14.943 habitatges, i 9.369 famílies. La densitat de població era de 543,9 habitants/km².
Dels 14.943 habitatges en un 31% hi vivien nens de menys de 18 anys, en un 43,1% hi vivien parelles casades, en un 14,6% dones solteres, i en un 37,3% no eren unitats familiars. En el 30,3% dels habitatges hi vivien persones soles el 12% de les quals corresponia a persones de 65 anys o més que vivien soles. El nombre mitjà de persones vivint en cada habitatge era de 2,5 i el nombre mitjà de persones que vivien en cada família era de 3,13.
Per edats la població es repartia de la següent manera: un 25,8% tenia menys de 18 anys, un 11,6% entre 18 i 24, un 28,8% entre 25 i 44, un 19,2% de 45 a 60 i un 14,6% 65 anys o més.
L'edat mediana era de 34 anys. Per cada 100 dones de 18 o més anys hi havia 87,7 homes.
La renda mediana per habitatge era de 37.004 $ i la renda mediana per família de 43.291$. Els homes tenien una renda mediana de 35.855 $ mentre que les dones 26.558$. La renda per capita de la població era de 17.256$. Entorn del 12,1% de les famílies i el 15% de la població estaven per davall del llindar de pobresa.

## Poblacions properes
El següent diagrama mostra les poblacions més properes.